# 世界新聞出版協會
世界新聞出版協會（英語：World Association of Newspapers and News Publishers，缩写：WAN-IFRA），是一个非营利的非政府组织，联合了76个全国性的报业集团、12家通讯社、10个区域的出版机构以及分布于100个国家的独立新闻主管人员。

## 历史
协会成立于1948年，代表了全球超過18,000个出版物（2011年資料）。
协会主要宗旨是捍卫和促进新闻自由，支援世界各地报刊出版的发展，促进成员组织间的合作。協會也為联合国教育、科学及文化组织、联合国、欧洲委员会提供諮詢。
2009年，世界报业协会(英語：World Association of Newspapers，缩写：WAN)與IFRA(英語：the INCA FIEJ Research Association)合併，成為世界新聞出版協會。
每年，协会都会将自由新闻金笔奖颁发给记者或媒体机构，以表彰他们对捍卫和促进新闻自由的突出贡献。
协会是国际言论交流自由 (IFEX)组织的成员之一，该组织是一个全球性的非政府组织网络，旨在监督世界范围内对自由言论遭破坏的情况，发起保护因言获罪的记者、作家以及因特网用户等。
协会还属于IFEX的突尼斯监督小组，该小组是一个由16个言论自由小组所组成的联盟，旨在向突尼斯施压，以使其改善自己的人权纪录。